# Camp de concentració de Flossenbürg
El camp de concentració de Flossenbürg és al municipi de Flossenbürg, en el districte de Neustadt an der Waldnaab, regió de l'Alt Palatinat, a l'estat de Baviera, Alemanya. Va ser un camp de concentració nazi creat el 3 de maig de 1938 i que va funcionar fins al 1945. Va ser evacuat el 20 d'abril de 1945 i alliberat el 23 d'abril de 1945 per tropes nord-americanes. Principalment va ser concebut per a albergar presos associals i delinqüents. Començada la Segona Guerra Mundial va augmentar el nombre de presos entre jueus, soviètics i presoners de guerra de diferents nacionalitats. En el camp central es treballava a les pedreres de granit, propietat de les SS, i a partir de 1942 va haver d'ampliar-se prop de 100 camps per a realitzar-se diferents treballs com per exemple producció d'armament. Entre tot el conjunt del camp i els camps van passar al voltant de 100.000 reclusos, dels quals van morir uns 30.000.